# Chaleco

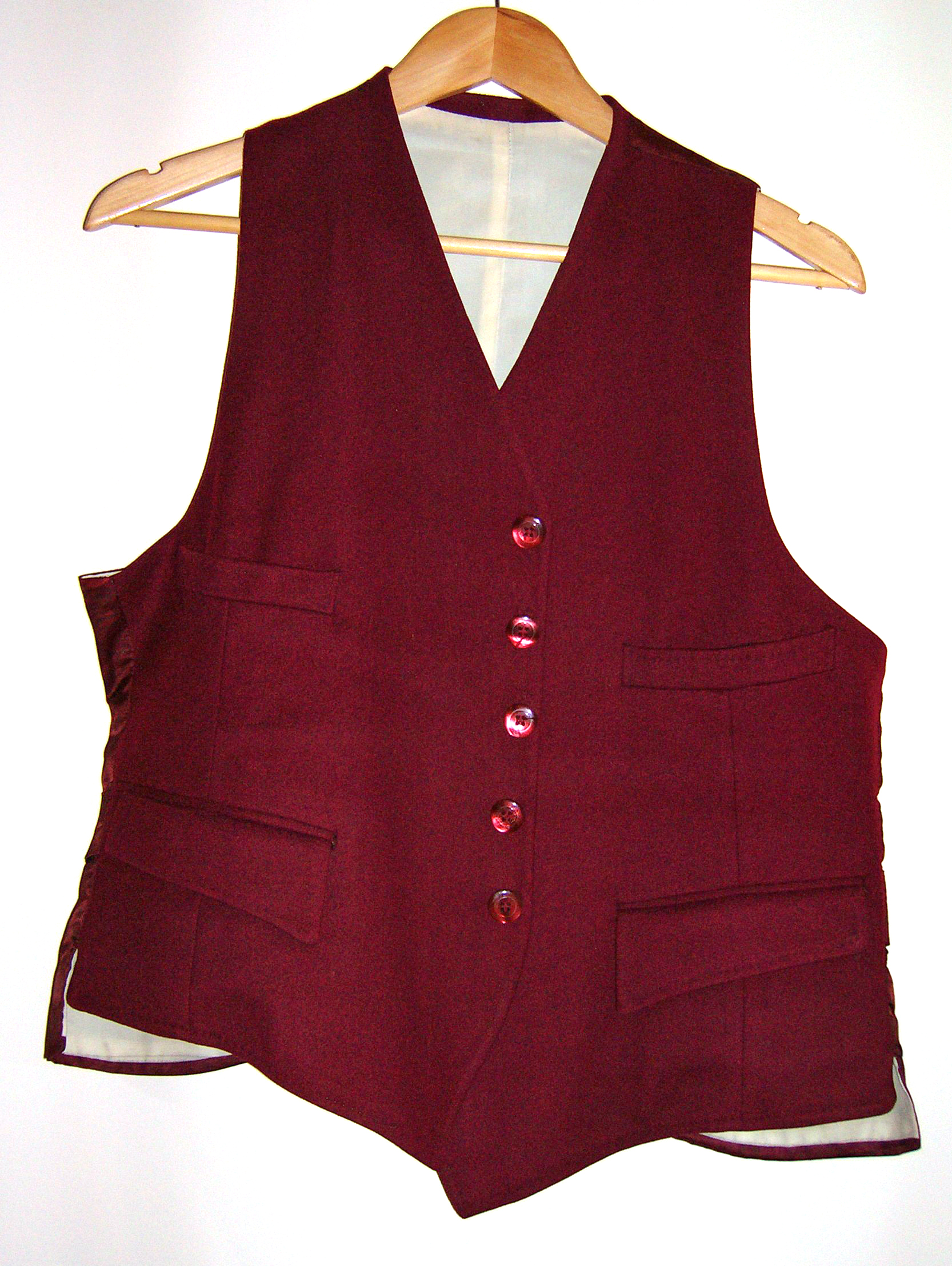
Chaleco tradicional.

El chaleco es una prenda de vestir que cubre el torso, aunque en algunos casos, también se considera chaleco si tiene mangas. Algunos usuarios conocen esta prenda como "Chalequillo".

## Etimología
La palabra viene del árabe, yalika y a su vez de la alteración del turco, yalak, prenda usada para cubrir el torso.

## Orígenes
Según Elvira González Asenso, el chaleco deriva de la chupa, prenda militar del siglo XVIII que iba sobre la camisa y bajo la casaca.

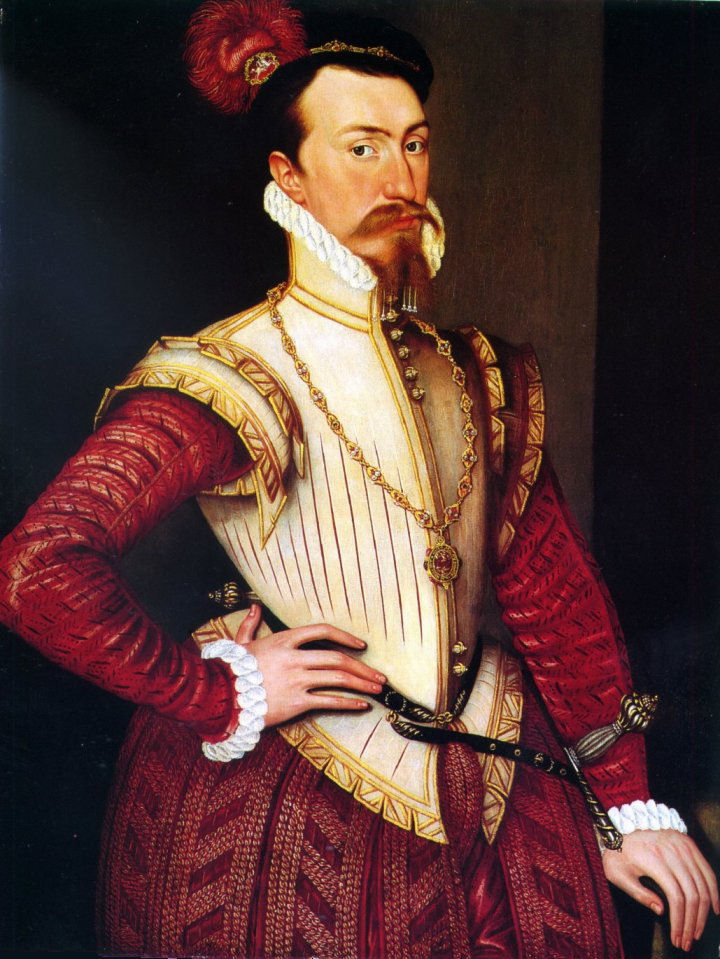
Caballero noble al uso del.

Sin embargo, y fuera de su popularidad como moda, formas de chaleco sin mangas o muy breves o ajustables y de quita y pon, han sido usadas en Europa tanto por hombres como mujeres y en todo estamento social desde los campesinos y militares hasta los nobles y religiosos desde el siglo XII. Como variación de las sobrevestes y tabardos militares y nobiliarias, al coleto cerrado de áreas rurales, o sobre el hábito de algunas órdenes y las que usaban capellanes como monaguillos de diferente tejidos según la ocasión. Durante el Imperio español se popularizó el chaleco o refuerzo de cuerpo (en las mujeres estaba ya muy extendido su uso y conocidos como justillos o corpiños) y se llevaba generalmente por fuera aunque era también usado por debajo como abrigo o a modo de delantal protector, para dificultar estocadas, frecuentemente hecho entonces de cuero u otro almohadillado con rellenos para guardar la prenda del jubón, más cara y de mejor paño, delicado de hechura o labrado con bordados y otros adornos más fáciles de dañar. Este uso del siglo XVI, pasaría a alterarse con la moda francesa de elaborar chalecos de mejor tela y lujo, que se llevarían desde entonces a la inversa como prenda interior, protegida su hechura por la casaca más larga y amplia que los jubones ajustados de los dos siglos anteriores.
La chupa poseía mangas y era ligeramente ajustada. Con el tiempo fue perdiendo dichas mangas y, con la Revolución Industrial,  pudo confeccionarse en serie utilizando otros tejidos, lo que la sacó de la indumentaria militar popularizándola.
En el siglo XIX el chaleco era parte integrante del traje; pero su diversificación permitió convertirla en una simple prenda de abrigo masculina, sin perder su condición de ir bajo otra, caso de la americana o chaqueta.
Finalmente, a finales del siglo XX, estilos de vestir como el geek cool utilizan el chaleco sin ninguna otra prenda encima.

## Composición

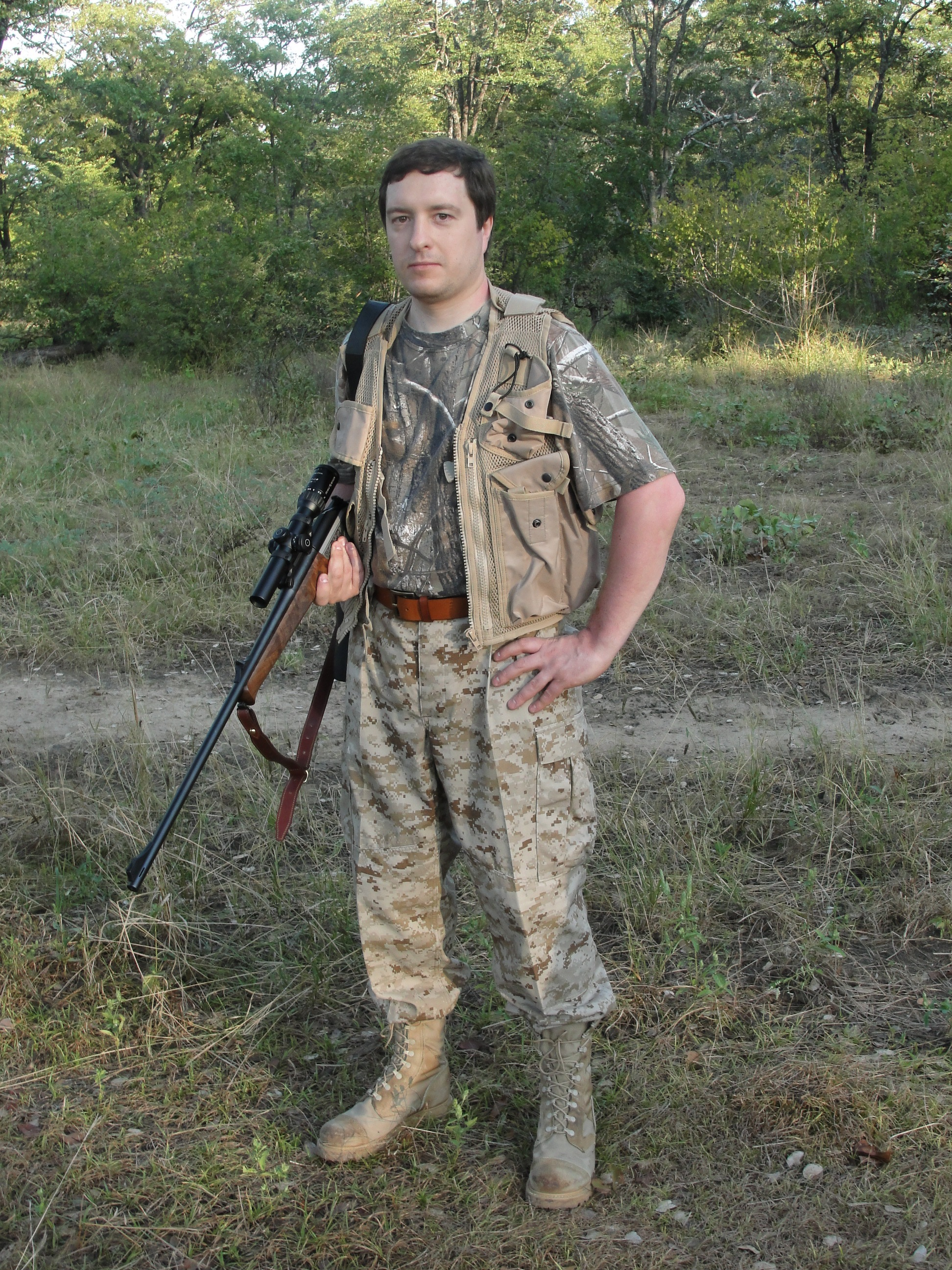
Cazador en Zambia portando chaleco de varios bolsillos.

- En el caso del chaleco de vestir su composición puede ser la misma que la de su levita o chaqueta, es decir, lana fría o mezclas de lana y poliéster, la poliamida no suele emplearse tanto. Sin embargo, esta condición no es necesaria y muchos chalecos de ceremonia posee un tejido en nada parecida a la chaqueta que acompañan. Puede ser de un solo color, con dibujos de distintos tipos o de un color con ribete, también llamado cordoncillo.

- Los chalecos pensados para abrigar y lucirse bajo otras prendas acostumbran a estar confeccionados en lana; pero hilado en punto de cerrojillo o lana shetland. El estilo geek cool suele utilizar estos mismo chalecos.

- Composición muy diferente lucen los chalecos de caza. En estos casos pueden ser de algodón, cuero o alcántara, también sucedáneo de la misma. Además su corte incluye bolsillos de distintos tipos y dimensiones para portar cartuchos, balas, miras telescópicas, cargadores, etc.

- Un caso similar al anterior es el chaleco de fotógrafo que no tiene por qué ser exclusivo de esta profesión. En este caso el corte no incluye varios pequeños compartimentos para la munición y sí bolsillos grandes con tapeta que se pueden cerrar utilizando botones, automáticos o incluso cremalleras, con el fin de poder llevar en ellos piezas grandes y delicadas con cierta seguridad.

- En el siglo XX, tras la invención de las fibras supertenaces, comenzó la confección de chalecos antibalas y antifragmentos, muchos de los cuales, seguían los mismos patrones de cualquier otro chaleco de vestir; posteriormente la inclusión de placas de acero y otros materiales los distanció mucho tanto en corte como en confección.

- Totalmente sintéticos son los chalecos salvavidas y los chalecos de buceo. Los primeros cuentan con varios materiales y métodos de flotabilidad positiva como la espuma, que contiene una especie de bolsas rellena de espuma que son las que otorgan la capacidad de flote, y el aire comprimido, que infla el chaleco tras accionar la anilla de pequeñas botellas incorporadas al mismo. Los de buceo por su parte, son totalmente sintéticos y cuentan con al menos dos mecanismos hinchables, desde la botella y por boquilla.

## Usos

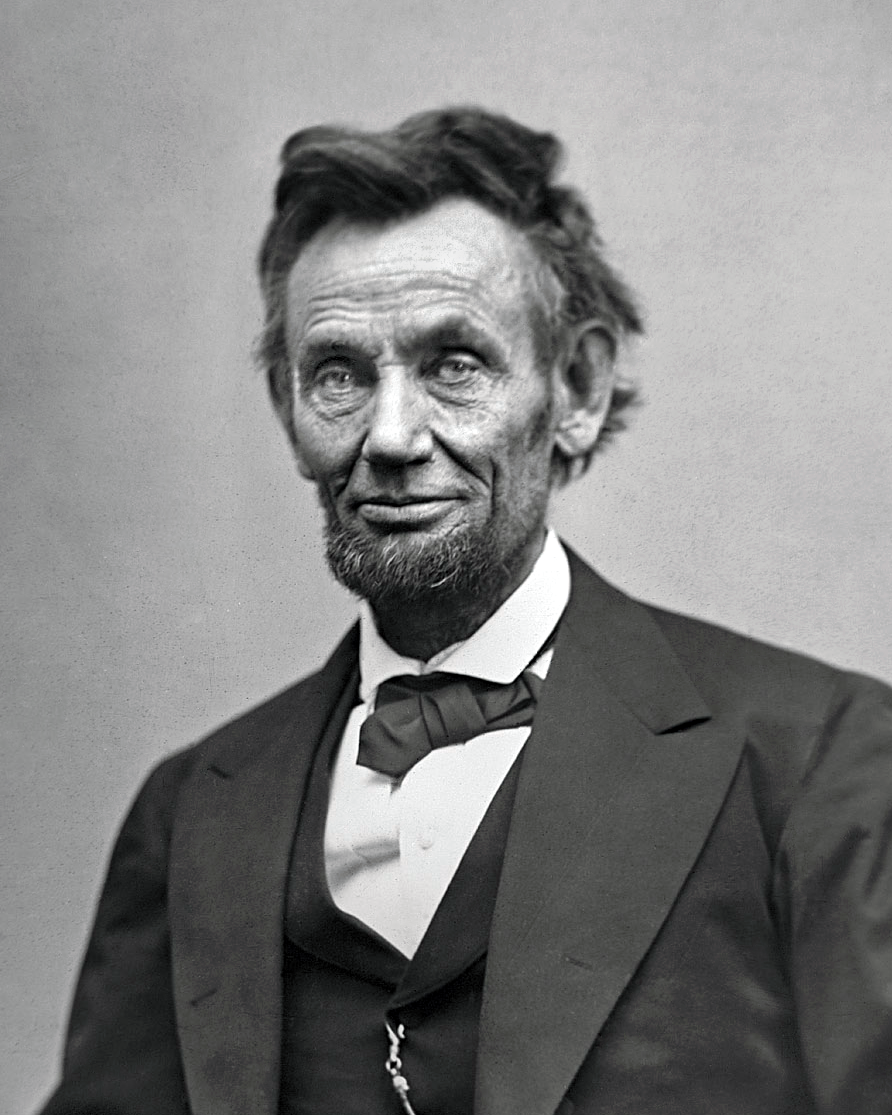
Lincoln con levita y chaleco

El chaleco resulta una prenda imprescindible en indumentarias de gala como sería el chaqué, el frac y el traje de novio y en los trajes de calle puede lucirse o no, pudiendo ser este diferente a la americana o igual, estilo diplomático o de ojo de perdiz por poner dos ejemplos.
Resulta de gran utilidad para determinadas actividades como la caza, para llevar munición fácilmente extraíble, o la fotografía, para tener a mano carretes, tarjetas de memoria, baterías, tapas e incluso objetivos.
En muchos ejércitos se entregan como equipo normalizado, especialmente el chaleco antifragmentos. Sobre todo desde que una investigación del ejército estadounidenses advirtiera que la mayoría de las heridas se producen en la cabeza y el tronco de los soldados.
En el caso de los chalecos para el agua, los de buceo han terminado casi desplazando a los antiguos collarines por ser mucho más cómodos, poder ir equipados con lastre, no necesitar botellitas de aire comprimido que deban revisarse con periodicidad y poseer bolsillos.
Existen también chalecos lastrados utilizados con fines deportivos para aumentar el rendimiento de los atletas. Varían en función de varios factores como el máximo de carga soportado o el tipo de lastre utilizado (arena, metal,...etc.)

## Galería

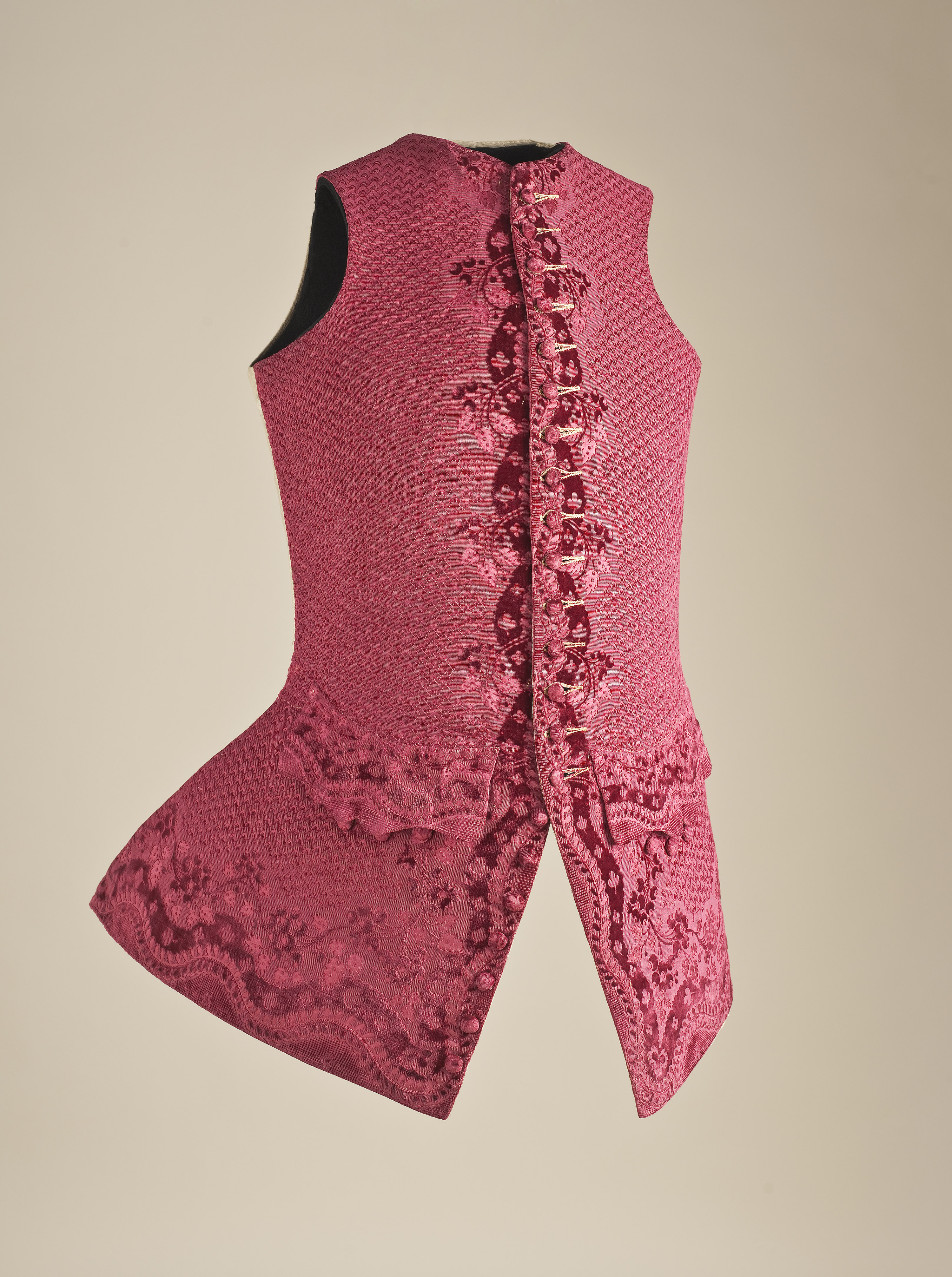
Chaleco francés de alrededor de 1750
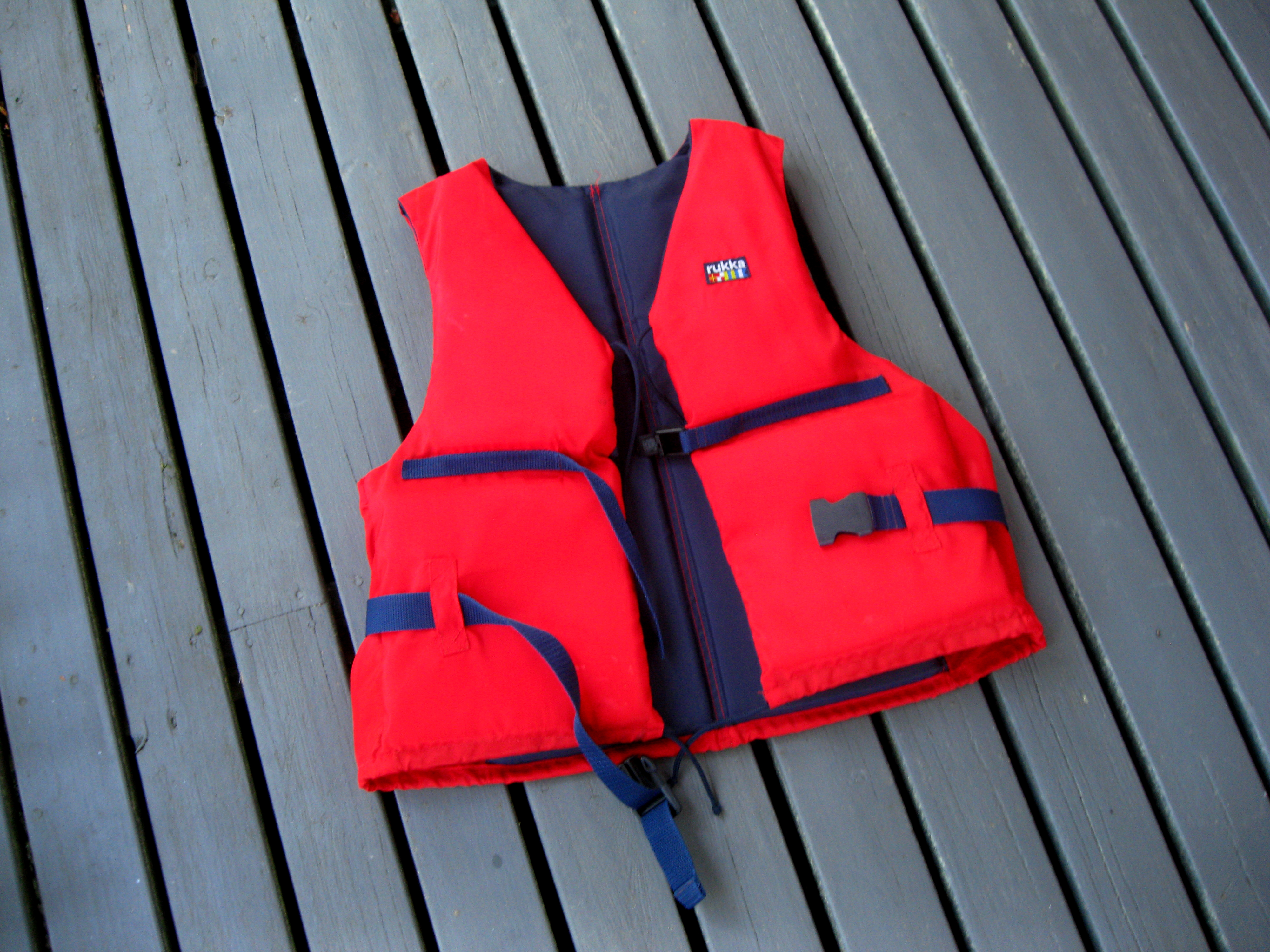
Chaleco salvavidas
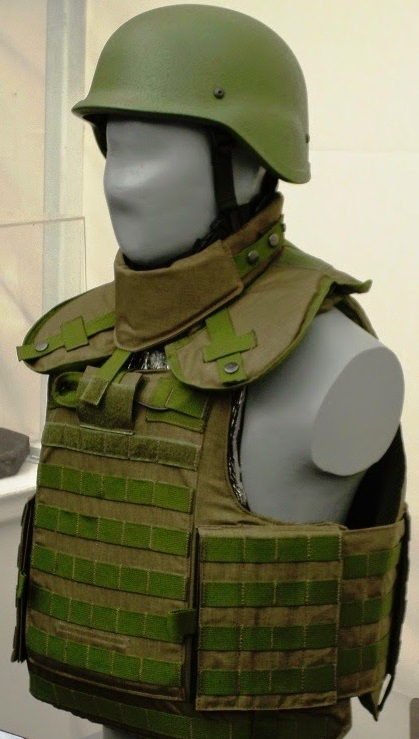
Chaleco antibalas
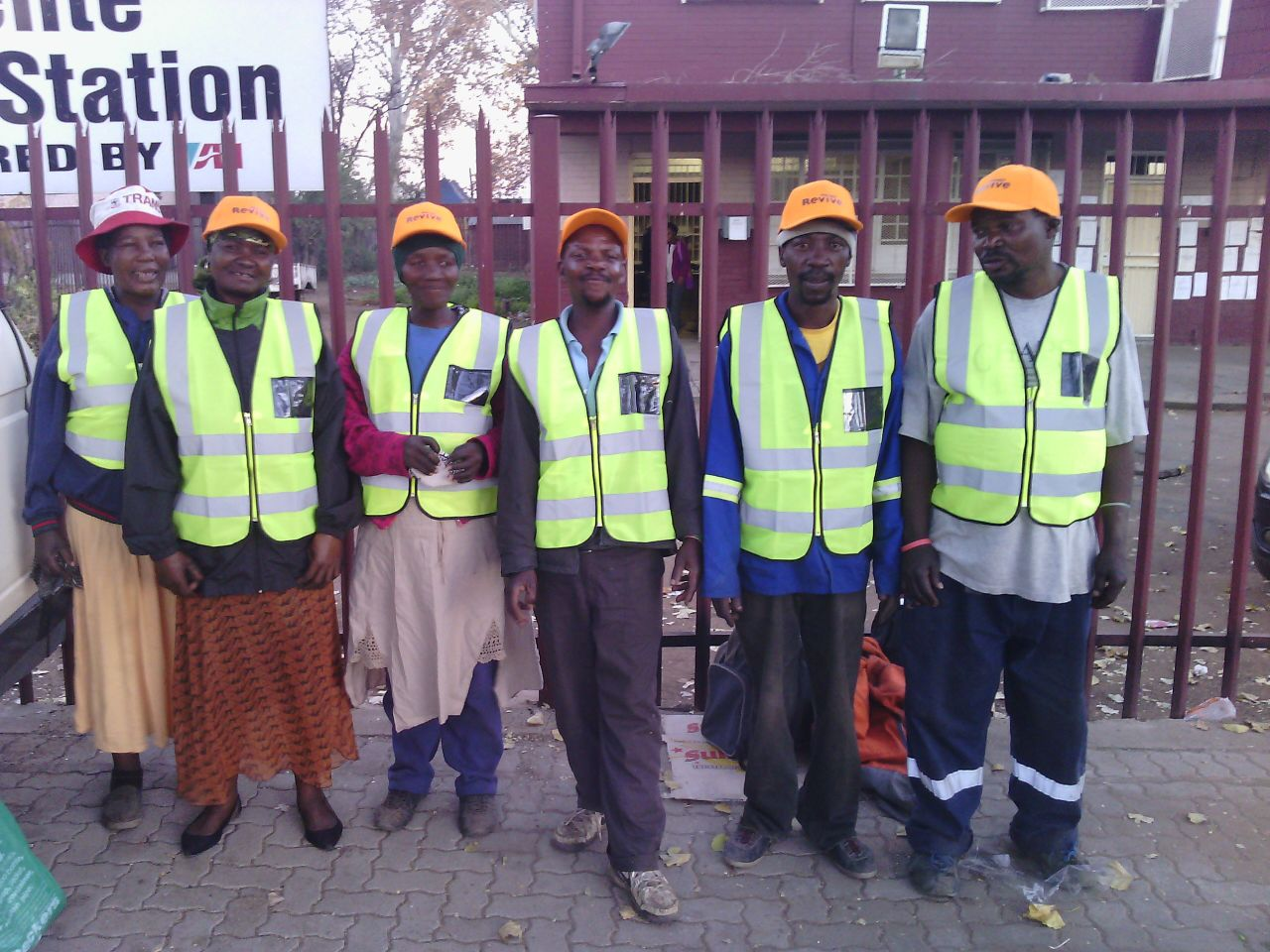
Chalecos reflectantes
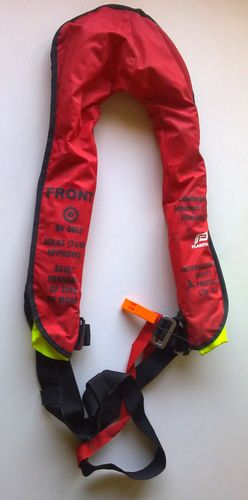
Chaleco inflable